# Ctislav Doseděl
Ctislav Doseděl (* 14. srpna 1970 v Přerově) je bývalý československý a český profesionální tenista. Jeho oblíbeným povrchem je antuka, na které hrál všech sedm finále okruhu ATP ve své kariéře. Reprezentoval Česko v Davisově poháru. V roce 2000 hrál na olympijských hrách v Sydney. V současnosti žije v Brně, pracuje jako trenér v TC Brno, zde je členem trenérské rady a zástupcem kapitána družstva dospělých.
Objevil se také ve filmu, když si v roce 1999 zahrál hlavní roli Vincenze Priessnitze ve stejnojmenném snímku režiséra Pavla Linharta.

## Finále na turnajích Grand Prix a ATP Tour (7)
| Legenda (před/od 2009)            |
| D – dvouhra; Č – čtyřhra          |
| Grand Slam                        |
| Tennis Masters Cup / WCT Finals   |
| ATP Masters Series                |
| Grand Prix / International Series |

### Dvouhra: 6 (3–3)
| Stav      | Č. | Datum            | Turnaj                | Povrch | Soupeř ve finále    | Výsledek           |
| --------- | -- | ---------------- | --------------------- | ------ | ------------------- | ------------------ |
| finalista | 1. | 7. listopad 1993 | Sao Paulo, Brazílie   | antuka | Alberto Berasategui | 4-6 3-6            |
| vítěz     | 1. | 29. říjen 1995   | Santiago, Chile       | antuka | Marcelo Ríos        | 7-63 6-3           |
| vítěz     | 2. | 5. květen 1996   | Mnichov, Německo      | antuka | Carlos Moyà         | 6-4 4-6 6-3        |
| vítěz     | 3. | 3. srpen 1997    | Amsterdam, Nizozemsko | antuka | Carlos Moyà         | 7-64 7-65 6-74 6-2 |
| finalista | 2. | 3. květen 1998   | Praha, Česko          | antuka | Fernando Meligeni   | 1-6 4-6            |
| finalista | 3. | 2. květen 1999   | Praha, Česko          | antuka | Dominik Hrbatý      | 2-6 2-6            |

### Čtyřhra: 1 (1–0)
| Stav  | Č. | Datum           | Turnaj               | Povrch | Partner      | Soupeři ve finále         | Výsledek    |
| vítěz | 1. | 26. květen 1996 | St. Pölten, Rakousko | antuka | Pavel Vízner | David Adams Menno Oosting | 6-7 6-4 6-3 |

## Davisův pohár
Ctislav Doseděl se zúčastnil 6 zápasů v Davisově poháru za tým Česka.
Bilance dvouhra 3-8
Bilance čtyřhra 0

## Filmografie
- Vincenz Priessnitz (1999)